# Sammi
Sammi is een album van de Cantopop zanger Sammi Cheng. Het is opgenomen in 1990 en uitgegeven in oktober van datzelfde jaar.

## Tracklist
1. 仍是你
2. 繽紛舞曲
3. 思念
4. 夢燃燒
5. 幻滅
6. 迷情
7. 離別
8. 最美麗一刻
9. 期待的承諾
10. 青春訪客